# Фуртунешть
Фуртунешть, Фуртунешті (рум. Furtunești) — село у повіті Бузеу в Румунії. Входить до складу комуни Гура-Тегій.
Село розташоване на відстані 116 км на північ від Бухареста, 47 км на північний захід від Бузеу, 127 км на захід від Галаца, 65 км на схід від Брашова.

## Населення
За даними перепису населення 2002 року у селі проживали 1022 особи, з них 1021 особа (99,9%) румунів. Усі жителі села рідною мовою назвали румунську.